# Мендичино
Мендичино (итал. Mendicino) је насеље у Италији у округу Козенца, региону Калабрија.
Према процени из 2011. у насељу је живело 1910 становника. Насеље се налази на надморској висини од 428 м.

## Становништво
Према резултатима пописа становништва 2011. у општини је живело 9.238 становника.
| 1931. | 1936. | 1951. | 1961. | 1971. | 1981. | 1991. | 2001. | 2011. |
| ----- | ----- | ----- | ----- | ----- | ----- | ----- | ----- | ----- |
| 4.254 | 4.484 | 4.752 | 4.183 | 3.881 | 5.133 | 6.418 | 8.084 | 9.238 |